# Анджей Секула
Анджей Секула (пол. Andrzej Sekuła); * 19 грудня 1954, Вроцлав) — американський кінооператор і кінорежисер польського походження.

## Біографія
Секула народився у великому польському місті Вроцлаві. У 1980 емігрував з Польщі до США. З 1990 працює в кіно. Почав свою кар'єру зі створення європейських рекламних роликів. Також зняв кілька фільмів для BBC, серед яких Мед і отрута. З фільмів, в яких працював Секула, найбільш відомі «Скажені пси» (1992) і «Кримінальне чтиво» (1994), поставлені Квентіном Тарантіно. Як режисер Секула зняв три фільми, з яких найвідомішими є «Куб 2: Гіперкуб».
Квентін Тарантіно в інтерв'ю Мішель Сімен і Юбер Ніогре відгукнувся про Секула так: "… Основною причиною, по якій ми взяли його, крім ентузіазму та любові до кіно, був той факт, що він здавався божевільним генієм. У порівнянні з іншими роликами його роботи були десь посередині між хорошими і безперечно великими … ".

## Вибрана фільмографія

### Як оператор
- 1992 — Скажені пси / Reservoir Dogs
- 1992 — Револьвер / Revolver
- 1993 — Трійка хробаків / Three of Hearts
- 1994 — Спи зі мною / Sleep with Me
- 1994 — Кримінальне чтиво / Pulp Fiction
- 1995 — Мова тіла / Body Language
- 1995 — Чотири кімнати (епізод «Людина з Голлівуду») / Four Rooms
- 1995 — Хакери / Hackers
- 1997 — Кузіна Бетта / Cousin Bette
- 1998 — Украдене прокляття / Fait Accompli
- 2000 — Американський психопат / American Psycho
- 2002 — Куб 2: Гіперкуб / Cube 2: Hypercube
- 2005 — Тяга до задоволень / The Pleasure Divers
- 2007 — Вакансія на жертву / Vacancy
- 2008 — Злість / Vice
- 2009 — Інкасатор / Armored
- 2023 — М'юті / The Ritual Killer

### Як режисер
- 1998 — Украдене прокляття / Fait Accompli
- 2002 — Куб 2: Гіперкуб / Cube 2: Hypercube
- 2005 — Тяга до задоволень / The Pleasure Divers